# Why Me? Why Not.
《Why Me? Why Not.》은 워너 레코드가 2019년 9월 20일에 발매한 영국의 싱어송라이터 리암 갤러거의 두 번째 솔로 스튜디오 음반이다.
이 음반의 리드 싱글인 〈Shockwave〉는 갤러거의 가장 큰 솔로 히트곡 중 하나가 되었으며, 2019년 영국에서 가장 잘 팔린 바이닐 싱글이며, 그의 첫 번째 솔로 싱글로 스코틀랜드에서 1위를 차지하여, 스코틀랜드에서 1위에 올랐다. 이 음반은 비평가들로부터 전반적으로 긍정적인 평가를 받았고 영국 음반 차트에서 1위로 데뷔하여 첫 주에 실버 인증을 받았다.

## 배경 및 녹음
록 밴드 오아시스의 프런트맨이었던 리암 갤러거는 플래티넘 인증 데뷔작 《As You Were》(2017년)로 오아시스 이후 밴드 비디 아이 해체 이후 성공적인 컴백을 했다. 이 음반은 영국 차트 1위로 진입하여, 첫 주에 전체 10위권 판매량을 능가하고 골드 인증을 획득하는 동시에, 두 음반 모두 비디 아이 음반을 합친 것보다 더 많은 음반을 판매했다. 게다가 비평가와 관객들로부터 긍정적인 반응을 얻었다.
갤러거는 2018년 4월 두 번째 음반 작업을 시작했다고 밝혀, 첫 번째 음반에 참여한 앤드류 와이어트뿐만 아니라 유명한 프로듀서 그렉 커스틴과 다시 함께 작업할 것임을 확인시켰다. 녹음은 로스앤젤레스에서 2018년 4월에 시작되어 2019년 4월 2일까지 산발적으로 계속되었다. 이 음반은 또한 그의 18세 아들 진이 〈One of Us〉 트랙에서 봉고를 연주하는 모습을 담고 있다. 그의 첫 음반과는 달리, 모든 곡들은 갤러거가 공동 작곡했다.
이 음반의 이름은 갤러거가 소장하고 있는 존 레논의 두 장의 그림에서 따왔다. 첫 번째 제목은 "Why Me?"가 1997년 뮌헨에서 열린 존 레논 미술 전시회에서 갤러거가 사들였고 두 번째 제목은 "Why Not"이 레논의 미망인 오노 요코가 갤러거에게 주었다.

## 평가
| 전문가 평가     | 전문가 평가 |
| 총 점수         | 총 점수     |
| 출처            | 점수        |
| --------------- | ----------- |
| AnyDecentMusic? | 6.9/10      |
| 메타크리틱      | 74/100      |
| 평가 점수       |             |
| 출처            | 점수        |
| AllMusic        | [ 10 ]      |
| The Guardian    | [ 11 ]      |
| The Independent | [ 12 ]      |
| Mojo            | [ 13 ]      |
| NME             | [ 14 ]      |
| Pitchfork       | 6.3/10      |
| Q               | [ 16 ]      |
| Rolling Stone   | [ 17 ]      |
| The Times       | [ 18 ]      |
| Uncut           | 7/10        |

《Why Me? Why Not.》은 음악 평론가들로부터 대부분 긍정적인 평가를 받았다. 많은 긍정적인 리뷰가 음반이 《As You Ware》의 사운드로 확장된 것을 보완했으며, 갤러거의 보컬 또한 찬사로 선정되었다. 메인스트림 출판물 리뷰에 100점 만점에 평준화된 평점을 배정하는 메타크리틱에서 음반은 20점 리뷰를 기준으로 가중 평균 74점을 받아 "대체로 호평"을 받았다.

## 곡 목록
| #   | 제목                        | 작사·작곡                                 | 프로듀서            | 재생 시간 |
| --- | --------------------------- | ----------------------------------------- | ------------------- | --------- |
| 1.  | 〈Shockwave〉               | 리암 갤러거, 그렉 커스틴, 앤드류 와이어트 | 커스틴              | 3:31      |
| 2.  | 〈One of Us〉               | 갤러거, 데이먼 맥마흔, 와이어트           | 와이어트            | 3:25      |
| 3.  | 〈Once〉                    | 갤러거, 와이어트                          | 와이어트            | 3:33      |
| 4.  | 〈Now That I've Found You〉 | 갤러거, 사이먼 알드레드                   | 알드레드            | 3:20      |
| 5.  | 〈Halo〉                    | 갤러거, 커스틴, 와이어트                  | 커스틴              | 3:58      |
| 6.  | 〈Why Me? Why Not.〉        | 갤러거, 알드레드                          | 알드레드, 애덤 노벨 | 3:38      |
| 7.  | 〈Be Still〉                | 갤러거, 커스틴, 와이어트                  | 커스틴              | 2:59      |
| 8.  | 〈Alright Now〉             | 갤러거, 맥마흔, 와이어트                  | 와이어트            | 3:47      |
| 9.  | 〈Meadow〉                  | 갤러거, 커스틴, 와이어트                  | 커스틴              | 4:05      |
| 10. | 〈The River〉               | 갤러거, 와이어트                          | 와이어트            | 3:26      |
| 11. | 〈Gone〉                    | 갤러거, 마이클 티헤, 와이어트             | 와이어트            | 3:45      |

## 인증
| 국가                               | 인증 | 판매량/출하량 |
| ---------------------------------- | ---- | ------------- |
| 영국 (BPI)                         | 골드 | 100,000       |
| 판매량+스트리밍을 기반으로 한 인증 |      |               |